# Джесика Мадисън
Джесика Мадисън (на английски: Jessica Madison Wright Morris) е американска актриса.

## Биография

### Произход и детство
Родена е в Синсинати, щата Охайо в семейството на Скот и Мелиса; има по-малка сестра – Виктория, и двама по-малки братя – Исая и Илайджа. Прекарва детството си в Лондон, окръг Лоурел, щата Кентъки. Кариерата на Мадисън в шоубизнеса започва, когато е 5-годишна, като модел и дори печели конкурс за млади модели в Ню Йорк. Там за първи път участва в телевизионно предаване. Семейството ѝ се премества в Лос Анджелис по време на зараждащата ѝ се кариера в актьорството. През 1994 г. получава дебютната си роля в комедийния сериал „Огнената Грейс“ (на английски: Grace Under Fire), по това време е 9-годишна.

### Кариера
След няколко месеца идва и същинският пробив на Мадисън, когато бива избрана за ролята на 10-годишната Трю Дензингър в научнофантастичния сериал „Земя 2“ (на английски Earth 2) с продуцент Стивън Спилбърг. Сериалът е заснет само в 1 сезон, излъчен през 1994–1995 г.
Мадисън продължава с другите си проекти, сред които е и ролята на болно дете в сериала „Спешно отделение“, където по случайност играе ролята на първото дете, починало в сериала. Другите ѝ роли са във филма „Шило“ (на английски: Shiloh), научнофантастичния филм The Warlord: Battle for the Galaxy, The Burning Zone и филма на Дисни от 1998 г. „Спасителен патрул“ (на английски Safety Patrol).

### Болест и смърт
На 8 юли 2006 г. се омъжва за Брент Джоузеф Морис, студент по медицина от университета в Кентъки. Младата двойка заминава на меден месец в Хавай за 2 седмици. Ден, след като се завръщат, тя се разболява и е приета в университетската болница в Кентъки. На 21 юли 2006 г. Мадисън умира от сърдечен удар – само 8 дни преди да навърши 22-годишна възраст. Погребалната церемония е извършена в същата църква в Кентъки, където се омъжва малко преди това, след което тялото ѝ е положено в гробищния парк „A. R. Dyche Memorial Park“.

## Филмография
- Safety Patrol (1998)
- The Warlord: Battle for the Galaxy (1998)
- The Burning Zone (1997)
- Shiloh (1996)
- ER (1995)
- The Secretary (1995)
- Earth 2 (1994)
- The Nanny (1994)
- Grace Under Fire (1994)